# Zakijowski
Zakijowski (także Potok Kozłecki lub Szczawny Potok) – potok o długości około 3 km, spływający z zachodnich grzbietów Pasma Radziejowej do Krościenka nad Dunajcem. Prawobrzeżny dopływ Dunajca.

## Przebieg
Źródła Potoku Zakijowskiego znajdują się w dolinie, której zachodnie zbocza tworzy północno-zachodni grzbiet Dzwonkówki z przełęczą Siodełko i szczytami Jaworzyca i Babia Góra, wschodnie Wisielec, Góra Łabudowa, Załamki i Wierchowa. Na terenie Podskala, Łazu, Limierza i Zagorza wpada do niego kilka bezimiennych strumieni. W środkowym biegu (drugi kilometr) przebieg potoku jest częściowo uregulowany: wybudowano na nim szereg progów i stopni, a nawet w XX wieku funkcjonował tu basen. W tej okolicy, tuż przy potoku znajduje się również jedno z trzech najbardziej znanych źródeł wody mineralnej w Krościenku nad Dunajcem: „Maria” (pozostałe źródła to „Stefan i Michalina”, na północno-zachodnim zboczu Stajkowej).
Potok, płynąc doliną między Stajkową a Jaworzycą, podmywa północne, strome zbocza Jaworzycy, powodując częste obsunięcia ziemi i wymagając robót udrażniających przebieg potoku. W dolnej części biegnie on wzdłuż ulicy Źródlanej (po jej południowej stronie), przechodząc pod mostkami: pod ulicą Franciszka Koterby i Juraszową (biegnącą w kierunku osiedla Juraszowa na zboczu Juraszowej Góry), i po przepłynięciu pod ulicą Zdrojową wpada do Dunajca, tuż poniżej mostów im. J. Piłsudskiego w Krościenku nad Dunajcem, prawie dokładnie naprzeciw miejsca, w którym z drugiej strony wpada do Dunajca Krośnica.
Na początku XX wieku z inicjatywy ówczesnych władz austriackich wybudowano system tam przeciwrumoszowych. Ich głównym zadaniem była ochrona niżej położonych terenów przed wodami po większych opadach deszczu oraz niszczycielskimi falami błota i kamieni.

## Nazwa
W swej górnej części przepływa przez Zagorze (stąd jedna z jego nazw). W pobliżu (choć w dorzeczu potoku Zakijowskiego) znajduje się osada Zakijów, od której pochodzi obecnie najczęściej używana nazwa. Na wielu mapach ten potok nazwany jest Szczawnym Potokiem.
Uwaga: Nazwę Szczawny Potok nosił również strumień płynący w pobliskiej Szczawnicy wzdłuż tamtejszej ulicy Zdrojowej, m.in. przez Plac Dietla. W ramach porządkowania tej ulicy Szczawny Potok został zabudowany i obecnie biegnie pod ulicą, a widoczne są jedynie jego krótkie fragmenty.

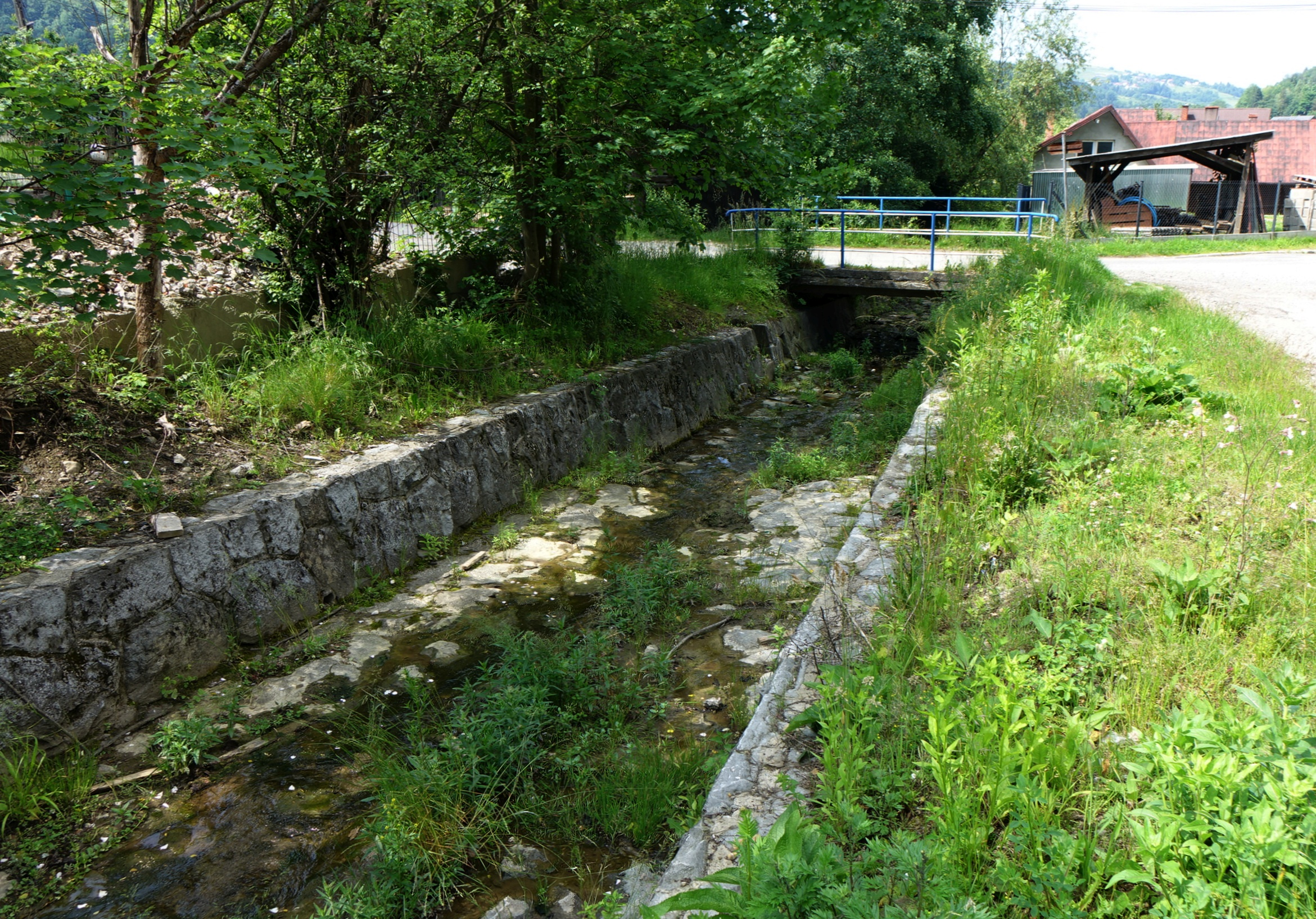
Zakijowski przed ujściem do Dunajca
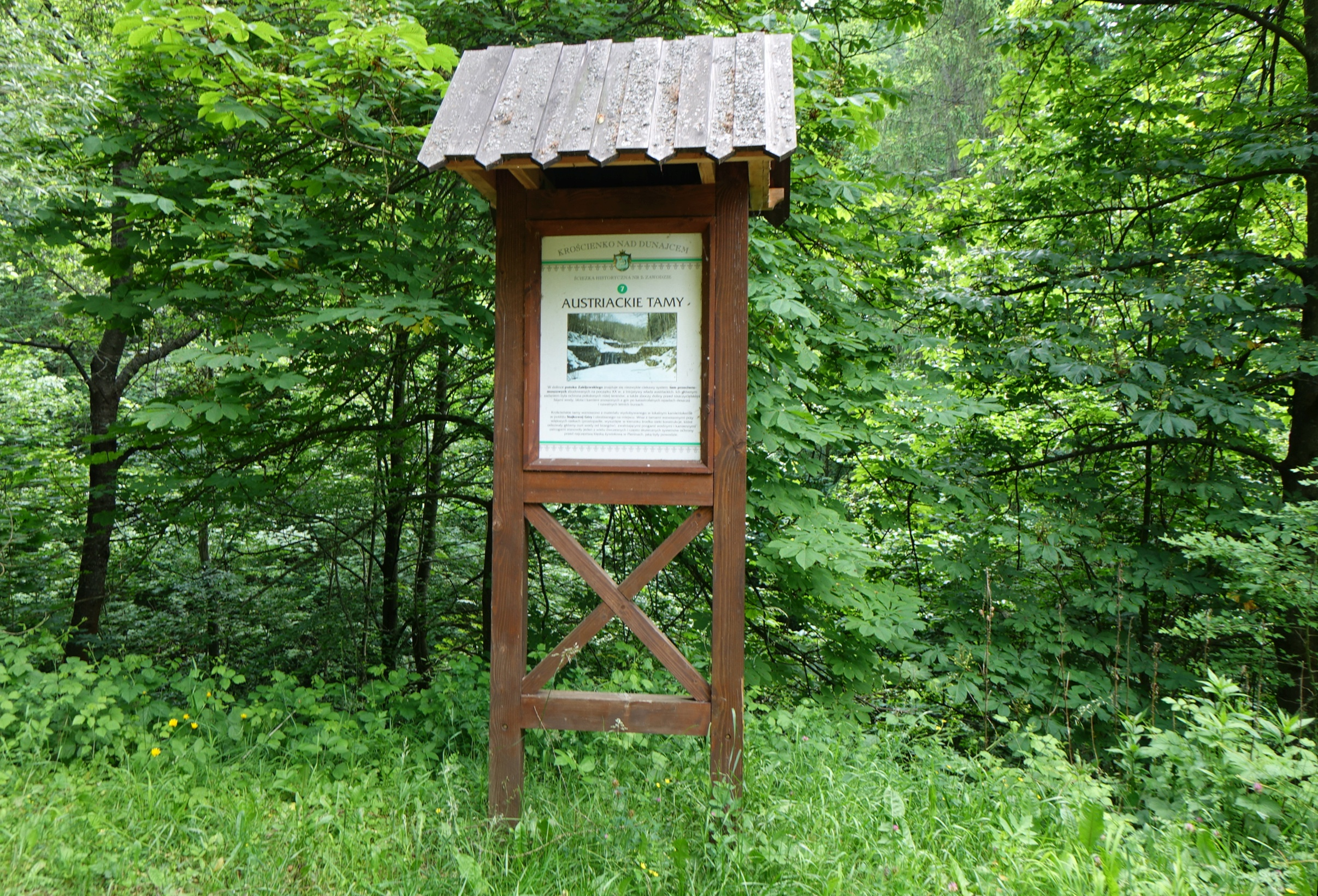
Jedna z turystycznych tablic informacyjnych w dolinie Zakijowskiego